# Ђулио Романо
Ђулио Пипи, познат као Ђулио Романо (око 1499 – 1. новембар 1546) је био италијански уметник: сликар, цртач, скулптор и архитекта. Свестрана личност италијанске ренесансе и маниризма. Радио је првенствено у Риму, али његово најоригиналније дело, Палацо дел Те, налази се у Мантови.

## Биографија
Тачан датум рођења уметника се не може одредити са сигурношћу. У умрлици из 1546. године наводи се старост од четрдесет шест година; Стога се веровало да је рођен око 1499. године у Риму. Међутим, Ђорђо Вазари, који га је лично познавао, у својим мемоарима тврди да је умро у педесет четвртој, чиме је датум његовог рођења померио на 1492. годину, што више одговара почетку уметникове сарадње са Рафаелом око 1515. године.
Ђулио је рођен у богатој трговачкој породици. Трговачка канцеларија његовог оца налазила се недалеко од Микеланђелове куће.
Од младости је био Рафаелов најдаровитији ученик и један од Рафаелових главних сарадника у његовој препуној радионици. Учествовао је у многим његовим сликарским подухватима, као што су фреске Виле Фарнезине. Романо је почео да гради вилу Мадама по Рафаеловом дизајну, за кардинала Ђулијана де Медичија, потом Клемента VII.
Самостални рад Ђулија Романа почео је тек након Рафаелове смрти 1520. године, када је добио задатак да доврши посао који је започео његов учитељ, сликање „Константинове дворане” у Ватикану (1520-1524).
Године 1521. Ђулио Романо је, на препоруку Балдасареа Кастиљонеа, писца и Рафаеловог мецене, позван у Мантову (Ломбардија) као дворског сликара војводе Федерика II Гонзаге. Након што је завршио посао у Риму, Романо је стигао у Мантову 1524. године. Поверена су му многа архитектонска дела.
У Мантови је остао до краја живота. Ту су уместо његовог имена, користили „Ђулио Романо“ да га идентификује по географском пореклу јер није био домаћи уметник. Мантова је место где је извео своје најпознатије дело, па се то име касније повезивало са њим. Његово ремек-дело архитектуре и фреско сликарства у Мантови је Палацо дел Те у предграђу, са својим чувеним илузионистичким фрескама (око 1525–1535). Такође је помогао обнову војводске палате у Мантови, реконструисао је катедралу и пројектовао оближњу цркву Сан Бенедето. Ђулио је извајао фигуру Христа која се налази изнад Кастиљонеове гробнице у цркви Санта Марија дела Грације.
Ђулио Романо има признање да је једини ренесансни уметник кога је помињао Вилијам Шекспир. У V чину, сцена II Зимске приче, статуа краљице Хермионе за коју је описано да је оживела током представе, идентификовано је да ју је извајао „тај ретки италијански мајстор Ђулио Романо“.
Смрт га је 1546. спречила да се врати у Рим да постане први архитекта на изградњи базилике Светог Петра. Сахрањен је у цркви Сан Варнаба у Мантови, али је његова гробница уништена током реновирања зграде 1737.
Према Вазарију, његови најбољи ученици су били Ђовани дал Лионе, Рафаелино дал Коле, Бенедето Пањи, Фигурино да Фаенца, Ђовани Батиста Бертани, као и Риналдо и Фермо Гисони.

## Стваралаштво
Због сложених односа унутар Рафаелове радионице, није лако уочити индивидуални рукопис и лични допринос Ђулија Романа. Критичари, ипак, препознају руку Ђулија Романа, углавном у приказу декоративних атрибута, на пример на сликама ватиканских строфа. После Рафаелове преране смрти 1520. године, Ђулио Романо је, према мајсторовој вољи, наследио радионицу и пристигле наруџбине заједно са Ђованом Франческом Пенијем, са којим је дуго сарађивао. Током овог периода, Ђулио је био одговоран за координацију слика виле Мадама и завршетак „Константинове дворане“ у Ватиканској строфи, у којој је познато да је насликао сцене „Визија крста“ и „Битка на Милвијском мосту“ (1520–1524). Он је такође насликао фреске митолошког садржаја у Вили Ланте и неколико олтарских слика „Мадона са децом Исусом и Јованом” (сакристија катедрале Светог Петра, у Риму), „Мука Стефана“ (Црква Св. Стефана, Ђенова) и „Мадона“ (Галерија старих мајстора, Дрезден).
Ова прва дела Ђулија Романа прожета су рафаелским духом и по композицији и колориту подсећају на дела великог Урбина, што је делом и због чињенице да су нека од њих изведена према његовим скицама. Временом је, међутим, Рафаелов утицај на дело Ђулија Романа постепено нестао, а у његовим каснијим делима су преовладале особине које су биле туђе Рафаеловом стилу. Ђулио Романо, као најдостојнији Рафаелових ученика, завршио је последњу мајсторову слику „Преображење“, иако ту чињеницу неки стручњаци оспоравају.
Романови каснији радови одражавали су жељу за гигантоманијом, невероватним оптичким илузијама и жељу да се визуелно поремети тектоника архитектонског простора, наговјештавајући еру барока. Слике једне од три дворане палате: „Дворана дивова“, која приказује дивове који јуришају на Олимп и умиру под његовим рушевинама, задивљују својом динамиком, експресијом. Шокантни углови и позе голих ликова у то време сматрани су скандалозним, слике су показиване само посебно позваним гостима; Међутим, таква одлука је у потпуности у складу са естетиком маниризма.
Ђулио Романо је наставио „еротску линију” у уметности маниризма у скандалозној серији „Позе Аретино”, која се састоји од шеснаест цртежа љубавних сонета познатог песника Пјетра Аретина. Према једној од многих верзија, 1524. године други Рафаелов асистент и ученик, гравер Маркантонио Рајмонди, објавио је гравуре по Романовим цртежима, вероватно везане за рад на сликама Палацо дел Те. То је довело до Раимондијевог хапшења по папином наређењу и уништења свих копија илустрација. Ђулио Романо није кажњен јер је радио за приватног наручиоца у затвореним просторима, а његови радови, за разлику од гравура, нису корумпирали масовну јавност.

### Архитектура
Ђулио Романо је био утицајнији као архитекта него као сликар и његова дела су имала огроман утицај на италијанску маниристичку архитектуру. Архитектуру је научио на исти начин на који је учио сликарство, као помоћник Рафаела, који је 1514. године постављен за папског архитекту. Пројекат за вилу Мадама изван Рима, коју је изградио Медичи будући папа Климент VII, добио је Ђулио након Рафаелове смрти.
Архитектура Палацо дел Те је карактеристичан пример маниристичке уметности. Випер је приметио да су зидови палате украшени стубовима, нишама и слепим прозорима на појединим местима малтер је остављен нераван, што оживљава површину и даје јој дубину. Намерна „неправилност, закривљеност“ и неритмично смењивање елемената дају грађевини визуелну покретљивост, сликовитост и атектоничност, карактеристичну за маниристичку архитектуру тога века.
Вила Ланте ал Ђаниколо (1520–21) била је мања вила у предграђу Рима, са чувеним погледом на град. Урађено је деликатни, са тосканским или дорским стубовима и пиластрима у пару на главном спрату, и изузетно плитким јонским пиластрима изнад, чије присуство се углавном преноси различитом бојом. Алтернативни отвори су појачани луковима изнад ентаблатуре. Романова спремност да се поиграва конвенцијама класичних поредака је већ видљива. Волуте јонских капитела се понављају у прозорским оквирима између њих: „Канонски редови овде почињу да се визуелно третирају као независни од своје структуралне намене, а ово ослобођење је архитекти понудило нове изражајне могућности.“
Његова последња зграда у Риму, Палацо Мацарани Стати (започета 1522–23), била је значајан контраст, будући да је била палата у центру града, са продавницама у приземљу.
Његова прва зграда у Мантови остала је његово најпознатије дело у архитектури. Палацо дел Те је била палата за уживање ван града која је започета око 1524. и завршена деценију касније. Овде је Ђулио могао, због функције зграде, да се у потпуности препусти својој иновативности.

### Изабрана дела
- Каменовање Светог Стефана (Санто Стефано, Ђенова)
- Поклонство мудраца (Лувр)
- Ватра у Боргезеу, фреска (Рафаелове собе, Ватикан)
- Емблагоматичне фигуре, перо и смеђе мастило и графит (Музеј лепих уметности, Сан Франциско)
- Портрет младе жене, према Рафаеловом дизајну и касније модификованој од стране Рафаела
- Битка на Милвијском мосту
- Тријумф Тита и Веспазијана
- Мадона од мачке (Национални музеј Каподимонте, Напуљ, 1522–23)
- Обожавање пастира у сарадњи са Ђованијем Франческом Пенијем, Музеј Прадо, Мадрид[11]

## Галерија
- Ђулио Романо
- Цртеж
- Цртеж
- Цртеж
- Плафон собе дивова у Палацо дел Те, Мантова
- Фреска. Дворана Купидона и Психе у Палати у Мантови
- Љубавници
- Мадона са дететом
- Мадона са децом Исусом и Јованом Крститељем